# Liste der denkmalgeschützten Objekte in Feistritz an der Gail
Die Liste der denkmalgeschützten Objekte in Feistritz an der Gail enthält die 3
denkmalgeschützten, unbeweglichen Objekte der Gemeinde Feistritz an der Gail.

## Denkmäler
| Foto |                 | Denkmal                                                                    | Standort                                                 | Beschreibung | Metadaten |
| ---- | --------------- | -------------------------------------------------------------------------- | -------------------------------------------------------- | --- | --- |
| ja   | Datei hochladen | Achomitzerbrücke HERIS-ID: 64905 Objekt-ID: 77681                          | Feistritz an der Gail Standort KG: Feistritz an der Gail | Die Brücke über die Feistritzbachschlucht von Achomitz zur Pfarrkirche ist eine von wenigen in Kärnten noch erhaltenen gedeckten Holzbrücken aus dem späten 19. Jahrhundert (mit Veränderungen). Sie verbindet die Gemeinden Feistritz an der Gail und Hohenthurn. | BDA-Hist.: Q38108605 Status: § 2a Stand der BDA-Liste: 2025-06-30 Name: Achomitzerbrücke GstNr.: 1664/1 Achomitzerbrücke                                                            |
| ja   | Datei hochladen | Kath. Filialkirche hl. Magdalena HERIS-ID: 53601 Objekt-ID: 61596          | Feistritz an der Gail Standort KG: Feistritz an der Gail | Schon 1501 wurde eine Kapelle mit Messerlaubnis erwähnt. Die heutige Kirche im Wald westlich von Feistritz wurde laut Inschrift im Langhaus 1522 von Andre Kanich errichtet und ist ein kleiner gotischer Bau mit westlichem achteckigen hölzernen Dachreiter mit Spitzhelmgroßer und mit offener Pfeilervorhalle. Am Langhaus ist nördlich und südlich je ein Spitzbogenfenster, im eingezogenen Chor sind zwei Spitzbogenfenster. Rechts neben dem spitzbogig profilierten Westportal ist ein steinerner Weihwasserkessel. An der Nord-Wand befinden sich Fragmente von Wandmalerei: Kreuzigung und heiliger Christophorus aus dem 16. Jahrhundert. Die Altäre stammen von Anfang des 18. Jahrhunderts. | BDA-Hist.: Q38057765 Status: § 2a Stand der BDA-Liste: 2025-06-30 Name: Kath. Filialkirche hl. Magdalena GstNr.: .124/1 Filialkirche hl. Magdalena, Feistritz an der Gail           |
| ja   | Datei hochladen | Kath. Pfarrkirche hl. Martin und Friedhof HERIS-ID: 53602 Objekt-ID: 61598 | Feistritz an der Gail Standort KG: Feistritz an der Gail | Die stattliche spätgotische Kirche wurde in der ersten Hälfte des 15. Jahrhunderts auf einem Felsen errichtet, angeblich befand sich früher an dieser Stelle eine Burg. Die Kirche hat einen mächtigen westlichen Eingangsturm, der früher als Wehrturm diente. Nach von Brand von 1885 ersetzte man den barocken Zwiebelhelm durch einen Spitzhelm mit acht steilen Giebeln. An der Langhausnordseite einfach abgetreppte Strebepfeiler und drei Spitzbogenfenster. An der Süd-Seite ebensolches Fenster. Sakristeianbau mit barockem Portal. Kapellenanbau mit Spitzbogenfenster. Chor eingezogen, mit zweifach abgetreppten Strebepfeilern und im Schluss mit vier zweiteilige Lanzettfenstern mit Maßwerk. Neue geschlossene Vorhalle von 1963 westlich dem Turm vorgebaut. An der Westseite reich profiliertes trichterförmiges Spitzbogenportal mit kreuzblumenverzierter Kielbogenbekrönung; seitlich Fialen über einer Blattwerk- und einer Kopfkonsole (Triceps); über dem Scheitel Tartsche des Meisters Andrä Kanich bezeichnet 1520. Im Langhaus und im Chor Sternrippengewölbe, in der Kapelle Kreuzrippengewölbe. Im Chor Wandmalereien aus dem 15. Jahrhundert. Der spätbarocke Steinaltar ist mit 1762 bezeichnet. Kanzel und Orgel sind neugotisch. | BDA-Hist.: Q38057780 Status: § 2a Stand der BDA-Liste: 2025-06-30 Name: Kath. Pfarrkirche hl. Martin und Friedhof GstNr.: .120, 525/2 Pfarrkirche hl. Martin, Feistritz an der Gail |

## Ehemalige Denkmäler
| Foto |                 | Denkmal                                                       | Standort                           | Beschreibung | Metadaten |
| ---- | --------------- | ------------------------------------------------------------- | ---------------------------------- | --- | --- |
| ja   | Datei hochladen | Kapelle Maria Schnee HERIS-ID: 64904 Objekt-ID: 77680bis 2023 | Standort KG: Feistritz an der Gail | Mit dem Bau der 1911 geweihten Kapelle, die auf einer Alm auf etwa 1750 m Seehöhe liegt, war Ende des 19. Jahrhunderts begonnen worden. Nach Devastierungen im oder nach dem Ersten Weltkrieg wurde die nun direkt an der Staatsgrenze zu Italien befindliche Kapelle Mitte der 1920er Jahre renoviert. Im Spätsommer 2014 entstanden beträchtliche Schäden durch Blitzschlag. | BDA-Hist.: Q38108601 Status: § 2a Stand der BDA-Liste: 2023-06-05 Name: Kapelle Maria Schnee GstNr.: 2340 Kapelle Maria Schnee, Feistritz an der Gail |